# Hockey Club Sempione 1924
Questa pagina raccoglie le informazioni riguardanti l'Hockey Club Sempione nelle competizioni ufficiali della stagione 1924.

## Rosa
| N° | Naz.              | Ruolo | Sportivo     |  |  |  |
| -- | ----------------- | ----- | ------------ |  |  |  |
|    | Italia (bandiera) | E     | Castellano   |  |  |  |
|    | Italia (bandiera) | E     | Gaudenzi     |  |  |  |
|    | Italia (bandiera) | E     | Gianatti     |  |  |  |
|    | Italia (bandiera) | E     | Enrico Josti |  |  |  |
|    | Italia (bandiera) | P     | Moneta       |  |  |  |
|    | Italia (bandiera) | E     | Viganò       |  |  |  |

## Risultati

### Campionato italiano
| 1924 | Sempione | ? – ? | Triestina |  |

| 1924 | Fascio Grion Pola | ? – ? | Sempione |  |

| 1924 | Monfalcone | ? – ? | Sempione |  |